# Liste der Biografien/Hix
Liste der Biografien |
Portal Biografien |
Personensuche
# |
A |
B |
C |
D |
E |
F |
G |
H |
I |
J |
K |
L |
M |
N |
O |
P |
Q |
R |
S |
T |
U |
V |
W |
X |
Y |
Z |
?
 
Ha |
Hd |
He |
Hi |
Hj |
Hk |
Hl |
Hm |
Hn |
Ho |
Hr |
Hs |
Ht |
Hu |
Hv |
Hw |
Hy
 
Hia |
Hib |
Hic |
Hid |
Hie |
Hif |
Hig |
Hih |
Hii |
Hij |
Hik |
Hil |
Him |
Hin |
Hio |
Hip |
Hir |
His |
Hit |
Hiv |
Hiw |
Hix |
Hiy |
Hiz
Die Liste der Biografien führt alle Personen auf, die in der deutschsprachigen Wikipedia einen Artikel haben. Dieses ist eine Teilliste mit 5 Einträgen von Personen, deren Namen mit den Buchstaben „Hix“ beginnt.

## Hix
- Hix, Erhard (* 1914), deutscher Dichter

### Hixo
- Hixon, Domenik (* 1984), US-amerikanischer American-Football-Spieler
- Hixon, Jemma Pixie (* 1991), britische Amateursängerin
- Hixon, Lex (1941–1995), US-amerikanischer Poet und spiritueller Lehrer
- Hixon, Michael (* 1994), US-amerikanischer Wasserspringer